# AirPods Max
AirPods Max — бездротові накладні Bluetooth-навушники, створені Apple, і випущені 15 грудня 2020 року. Вони топовим варіантом Apple у лінійці AirPods, що продаються поряд із базовою моделлю AirPods та середнім класом AirPods Pro.
Основними перевагами AirPods Max у порівнянні з AirPods Pro середнього класу є дизайн амбушур з більшими динаміками, включення Digital Crown від Apple, більше кольорових варіацій та триваліший час автономної роботи.

## Огляд
Apple анонсувала AirPods Max 8 грудня 2020 року через оновлення на вебсайті та випустила їх 15 грудня 2020 року. AirPods Max має дизайн накладних навушників.
Вони оснащені чипом H1, який також зустрічається в AirPods другого покоління та AirPods Pro. AirPods Max, як і AirPods Pro, оснащені технологією Apple Active Noise Cancellation для блокування зовнішнього шуму та режимом прозорості для прослуховування звуків довкола вас. «Digital Crown», подібна до Apple Watch, дозволяє користувачам відтворювати або призупиняти звук, контролювати гучність, пропускати доріжки, керувати телефонними дзвінками та активувати Siri. Датчики наближення автоматично визначають, коли вони на голові у користувача, і відповідно відтворюють або призупиняють звук. Просторовий звук використовує вбудовані гіроскопи та акселерометри для відстеження руху голови користувача та забезпечення того, що Apple описує як «театральне» відчуття.
Apple заявляє 20 годин автономної роботи, а п'ятихвилинна зарядка забезпечує 1,5 години прослуховування. AirPods Max заряджається через роз'єм Lightning.
Apple пропонує «Smart Case» для зберігання AirPods Max.
AirPods Max доступні у п'яти кольорах: космічно-сірий, сріблястий, небесно-блакитний, зелений та рожевий. Користувачі можуть вибрати з цих п'яти кольорів окремо амбушюри та зовнішній корпус, що дозволяє зробити 25 колірних комбінацій (або 125, якщо використовуються два різні кольори амбушюр). Крім того, користувачі можуть додати особисте гравіювання на алюмінієвому корпусі.

## Сумісність
Apple заявляє, що AirPods Max будуть сумісні з iOS 14.3, iPadOS 14.3, watchOS 7, tvOS 14 та macOS Big Sur. Станом на 7 січня 2021 року стає очевидним, що AirPods Max не будуть підтримуватися або матимуть обмежену підтримку у старих версіях програмного забезпечення Apple.

## Відгуки

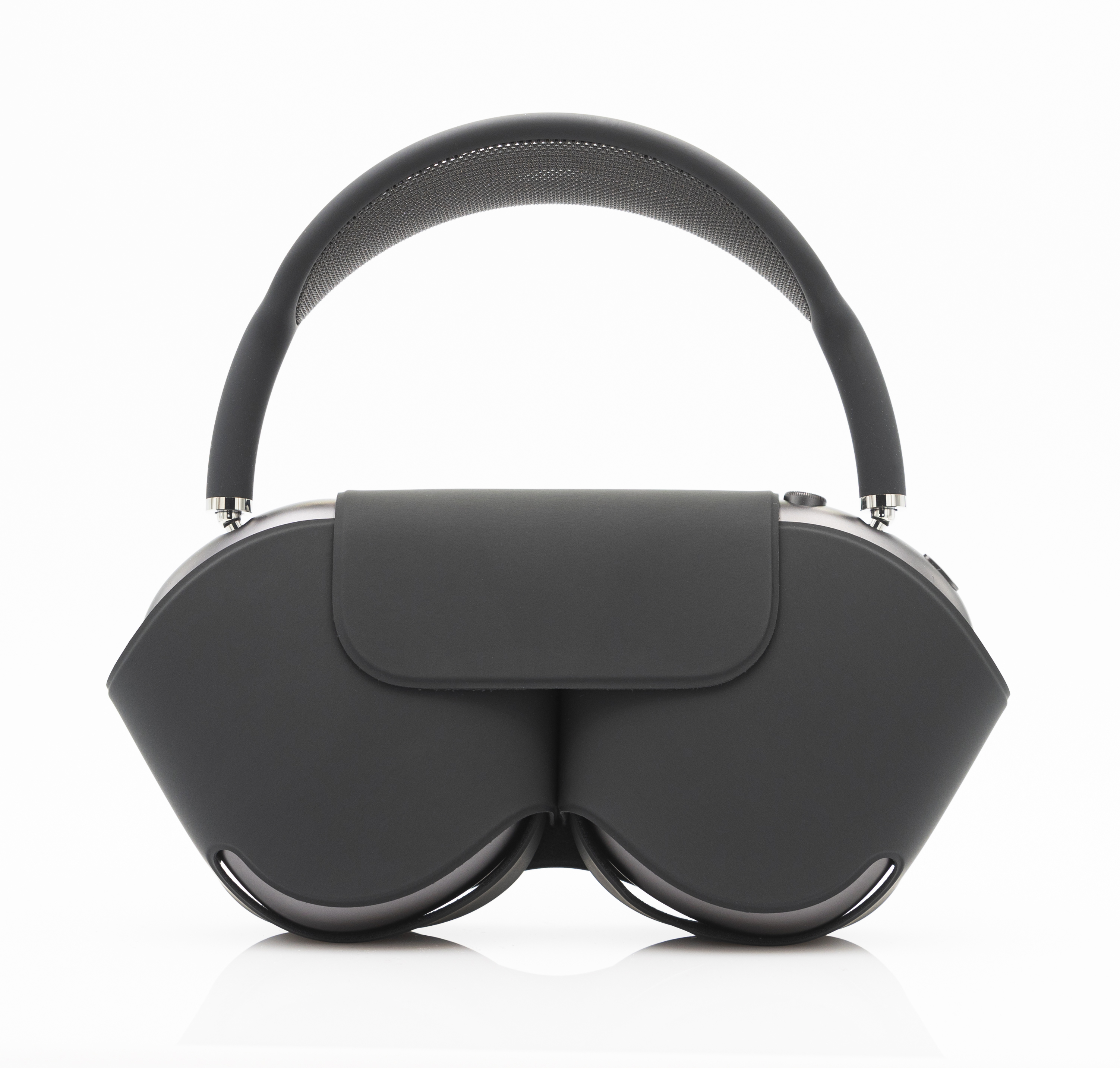
AirPods Max у Smart Case

Дизайн чохла Smart Case для AirPods Max був висміяний технологічними оглядачами, а також користувачами в Твіттері за його схожість із дизайном бюстгальтера або сумочки. Дописувач Creative Bloq Даніель Пайпер аявляє, «якщо нас не повністю переконує дизайн самих AirPods Max, нас цілком бентежить їх зарядний „Smart Case“. Форма нагадує, ну, багато речей, від сумок до частин тіла».

### Недолік дизайну
Багато людей повідомляють, що конденсат може накопичуватися біля динаміків навушників після тривалого використання під знімними накладками. Існує підозра, що основною причиною є його цільнометалевий корпус, який, природно, має температурну залежність від теплопровідності.